# Гамбийон, Женевьева
Женевьева Гамбийон (фр. Geneviève Gambillon; род. 30 июня 1951, Hudimesnil) — французская шоссейная и трековая велогонщица. Двукратная чемпионка мира в групповой гонке на шоссе.

## Карьера
Первый успех в карьере пришёлся на 1972 год, когда она стала чемпионкой мира в групповой гонке в Гапе, опередив сразу двух представительниц СССР: Любовь Задорожную и Анну Конкину.
Свой успех она повторила на чемпионате мира, проходившем через два года в Монреале. На этот раз опередив представительницу СССР Байбу Цауне и нидерландку Кети ван Остен-Хаге.
В 1975 году на чемпионате мира в Ивуаре она стала второй уступив нидерландке Тинеке Фопма. Третье место заняла Кети ван Остен-Хаге.
Неоднократно становилась чемпионкой и призёршей чемпионата Франции в групповой гонке на шоссе и различных дисциплина на треке.

## Достижения

### Шоссе
1969
 Чемпионка Франции — групповая гонка
1970
 Чемпионка Франции — групповая гонка
1971
2-я на Чемпионате Франции — групповая гонка
1972
 Чемпионка мира — групповая гонка
 Чемпионка Франции — групповая гонка
1973
3-я на Чемпионате Франции — групповая гонка
1974
 Чемпионка мира — групповая гонка
 Чемпионка Франции — групповая гонка
1975
 Чемпионка Франции — групповая гонка
 Чемпионат мира — групповая гонка
1976
 Чемпионка Франции — групповая гонка
4-я на Чемпионате мира — групповая гонка
1977
 Чемпионка Франции — групповая гонка

### Трек
1969
 Чемпионка Франции — спринт
 Чемпионка Франции — индивидуальная гонка преследования
1970
 Чемпионка Франции — спринт
 Чемпионка Франции — индивидуальная гонка преследования
1971
 Чемпионка Франции — спринт
 Чемпионка Франции — индивидуальная гонка преследования
1972
 Чемпионка Франции — спринт
 Чемпионка Франции — индивидуальная гонка преследования
1973
 Чемпионка Франции — спринт
 Чемпионка Франции — индивидуальная гонка преследования
1974
 Чемпионка Франции — спринт
 Чемпионка Франции — индивидуальная гонка преследования
1975
 Чемпионка Франции — индивидуальная гонка преследования
2-я на Чемпионат Франции — спринт
1976
 Чемпионка Франции — спринт
 Чемпионка Франции — индивидуальная гонка преследования